# Mizeria

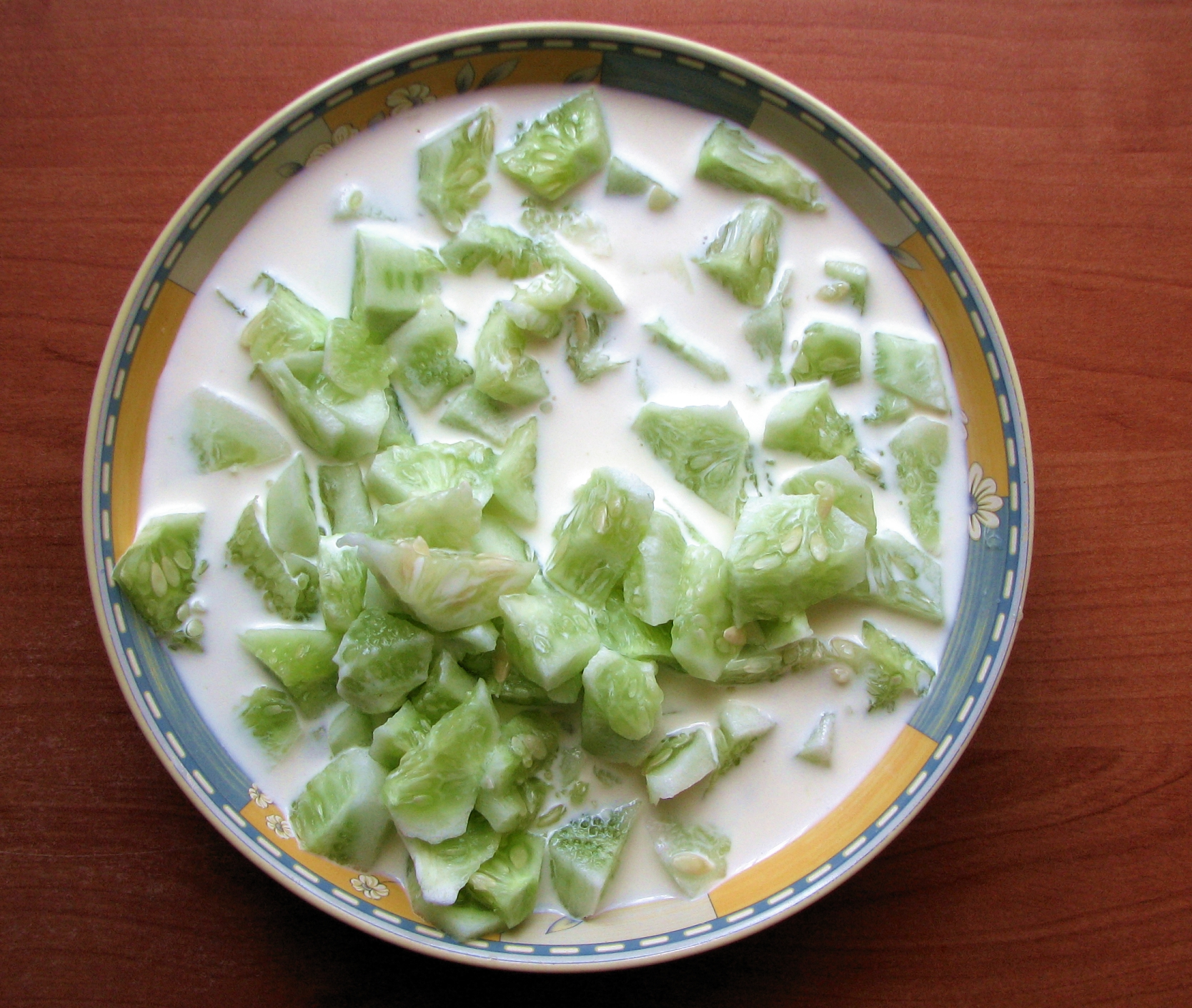
Mizeria

Mizeria ist ein aus der polnischen Küche stammender Gurkensalat, der traditionell zu Fleischgerichten und Fisch gereicht wird. Der Benennung liegt wohl das französische Wort misère (Not, Elend) zugrunde, worin sich eine gewisse ironische Herablassung ausdrücken dürfte, die dieser einfachen Speise einst vom polnischen Adel entgegengebracht wurde.    
Zubereitet wird Mizeria aus fein geriebenen oder auch selten aus in Scheiben geschnittenen und gehackten Gurken, die mit Salz, Pfeffer, Zucker und eventuell Muskatnuss gewürzt und anschließend mit Saurer Sahne (kwaśna śmietana) und auch Joghurt oder Kefir angerichtet werden. In einer anderen Variante werden die Gurkenscheiben blanchiert, gesalzen und anschließend in eine Marinade aus Essig, Pfeffer, Zucker und Nelken gegeben.
Häufig, zur Verfeinerung, kommt auch Dill in die Mizeria, seltener Schnittlauch oder Petersilie.